# Фернанду Фландрський
Ферна́нду Фла́ндрський (порт. Fernando da Flandres; 24 березня 1188 — 27 липня 1233) — португальський інфант, граф Фландрський (1212—1233). Представник португальського Бургундського дому. Народився у Коїмбрі, Португалія. Четвертий син португальського короля Саншу I та арагонської інфанти Дульси. Чоловік фландрської графині Іоанни (з 1212), дочки графа Фландрії, Ено й першого латинського імператора Балдуїна I. Керував військами Фландрії у англо-французькій війні (1202—1214), воював проти французького короля Філіппа II. Після поразки у битві при Бувіні (1214) потрапив до французького полону, з якого звільнився 1222 року. Також — Фернанду Санчес (порт. Fernando Sanches), Феррнан (фр. Ferrand, порт. Fernão), Фердинанд (нім. Ferdinand).

## Біографія

### Молодість
Фернанду був четвертим сином короля Португалії Саншу I і його дружини Дулсі Арагонської.
1 січня 1212 року одружився з графинею Фландрії та Ено Іоанною Константинопольською. Церемонія пройшла в Парижі, під покровительством Філіпа II Августа. В Перонні наречені були затримані сином Філіпа Людовиком, який вимагав передати йому Ер-сюр-ла-Ліс, Сент-Омер і навіть усю провінцію Артуа. Своєю чергою, громадяни Гента закрили перед молодятами ворота, вважаючи, що Іоанна «була продана» Фердинанду Філіпом. Нарешті, був укладений договір в Пон-а-Вандені, за яким Ер і Сент-Омер відходили Людовику в обмін на відмову від його претензій на Фландрію. Лише після цього гентці відкрили ворота і виплатили графам компенсацію. Тоді ж в Генті були засновані виборні органи влади.

### Війна з Францією
Після цього Фердинанд почав схилятися до союзу з англійським королем Іоанном Безземельним. Навесні 1213 Філіп завдав удару на випередження, розоривши Кассель, Іпр і всі землі аж до Брюгге. На допомогу Фердинанду прибули граф Солсбері і Рено Даммартенський. Англійці зустрілися з графом в Дамме, але не змогли перешкодити Філіпу захопити Лілль і Гент.
Фердинанд втік на острів Валхерен, що належав Священній Римській імперії. Після виведення більшої частини французьких військ він повернув Гент, обложив Турне і вибив французький гарнізон з Лілля, але Філіп повернувся, зруйнував Лілль і взяв у полон його жителів. Фердинанд втік до Англії, де уклав союз з Іоанном і імператором Оттоном IV.
На початку 1214 Людовик осадив Байоль і Стенворде, а Фердинанд, повернувся і спустошив Артуа і Гінь і взяв Сент-Омер і Есден. Незабаром Людовик вирушив до Франції на боротьбу з Іоанном, який взяв Пуатьє і рухався до Анже. Іоанн зазнав поразки під Рош-екс-Муан і відступив.
Оттон в цей час вступив в Валансьєн в супроводі двох герцогів (Генріха I Брабантського і Генріха III Лімбургського) і графа Філіппа II Намюрського, а король Філіп через Сен-Дені вирушив в Перонн.

### Битва під Бувіном і полон
Вирішальна битва відбулася 27 липня 1214 поблизу Бувіна. Фердинанд бажав неодмінно вбити Філіпа, але шлях йому перегородив шампанський батальйон. Французи атакували правий фланг коаліційних сил, на якому бився граф. Він був скинутий з коня, отримав безліч ран і був узятий в полон, а його війська втекли. Графа провезли через Францію з найбільшою ганьбою — селяни, які його нещодавно боялися насміхалися над ним, кажучи: «два Феррана везуть третього» (ім'я Ферран було і кінською кличкою) і «Ferrand en ferre» (Ферран в залізі). Фердинанд був кинутий в підземелля Лувра і вийшов на волю лише в 1222 році. Половина з п'ятдесятитисячного викупу була сплачена відразу, в гарантію сплати другої половини були закладені міста Дуе, Лілль і Сльойс. Крім того, Фердинанд приніс васальну присягу Бланці Кастильській.

### Повернення
Фердинанд залишався вірний своїй присязі до кінця життя і підтримав Бланку під час повстання П'єра Моклерка. В 1228 році Фердинанд та Іоанна надали низку вольностей містам Гент, Іпр, Брюгге і Дуе. В 1229—1232 рр. Фландрія вела з Маргаритою де Куртене боротьбу за графство Намюр, що закінчилася договором в Камбре. Фердинанд відмовився від претензій в обмін на бальяжи Гользімер і Старий Лілль.
Помер Фердинанд 1233 р. в Нойоні, від сечокам'яної хвороби. Його серце поховано в Нойонському соборі Богоматері, а тіло — в монастирі в Маркет-де-Лілль.

## Портрети

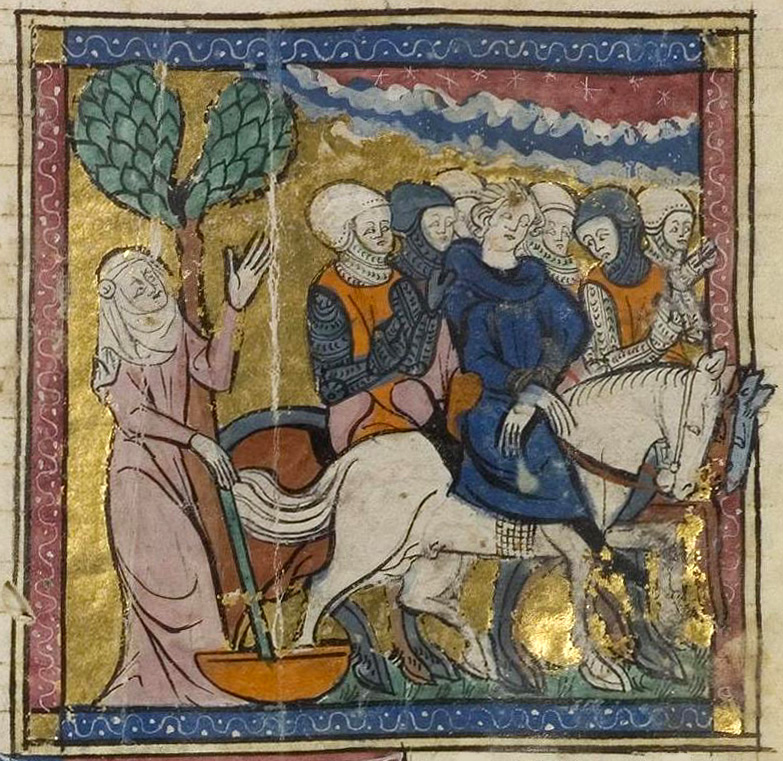
Фердинанда беруть в полон
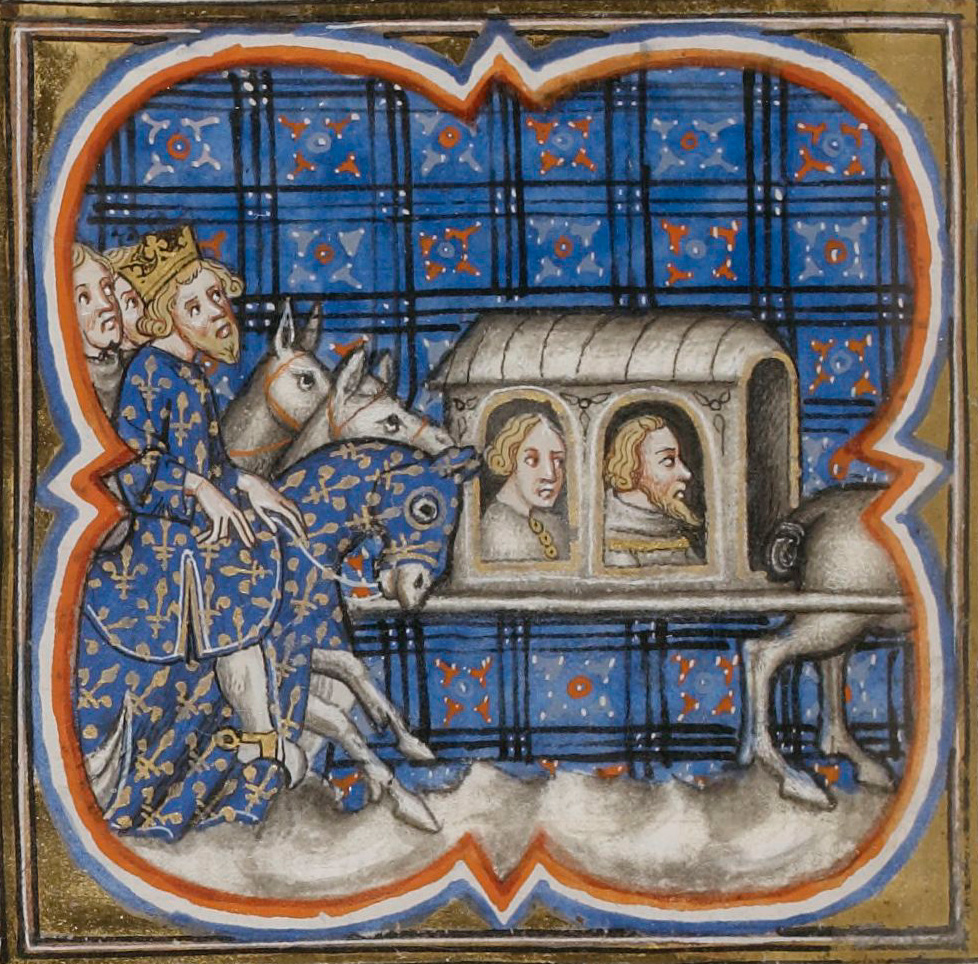
Фердинанд і Рено Даммартенський в полоні